# Mai Lý Tư
Khu dân tộc Đạt-oát-nhĩ Mai Lý Tư (tiếng Trung:梅里斯达斡尔族区, Hán Việt: Mai Lý Tư Đạt-oát-nhĩ tộc khu) là một quận của địa cấp thị Tề Tề Cáp Nhĩ, tỉnh Hắc Long Giang, Cộng hòa Nhân dân Trung Hoa. Quận này có diện tích 1948 km2, dân số 170.000 người. Về mặt hành chính, Mai Lý Tư được chia thành các đơn vị gồm 3 trấn (Nha Nhĩ Trại, Đạt Hô Điếm, Cộng Hòa), 1 hương Mai Lý Tư, 2 hương dân tộc (hương dân tộc Đạt-oát-nhĩ Ngọa Ngưu Thổ, hương dân tộc Đạt-oát-nhĩ Mãng Cách Thổ).